# Берніс Бін
Берніс Бін (англ. Bernice Bing, 10 квітня 1936 — 18 серпня 1998) — китайсько-американська художниця-лесбійка, що брала участь у артсцені району затоки Сан-Франциско в 1960-х роках. Вона була відома своєю цікавістю у біт-поколінні та дзен-буддизмі, а також «абстракцією, натхненною каліграфією» у своїх картинах, яку вона прийняла після навчання у Сабуро Хасегави.

## Раннє життя
Берніс Лі Бінг, що в дитинстві отримала прізвисько «Бінго», народилася в Сан-Франциско, Каліфорнійський китайський квартал, 1936 року Батько Бін був іммігрантом з Південного Китаю, а її мати народилася в Америці.
Коли Бін було шість років, її мати померла через серцеву хворобу, залишивши Бінг обмежений доступ до її традиційної китайської спадщини. Виховуючись у численних білих прийомних сім'ях разом зі своєю сестрою, Бін деякий час також жила в будинку для дітей Мін Куонг, притулку для дівчат у китайському кварталі Окленда. Бінг час від часу залишалася в Окленді зі своєю бабусею, похвали якої сприяли інтересу Бінг до мистецтва. Бувши бунтівною дитиною, що погано вчилася, Бінг звернулася до малювання, яке, за її словами, «тримало [її] на зв'язку».
Бінг займалася мистецтвом протягом усієї середньої школи, перемігши в кількох місцевих та регіональних мистецьких конкурсах. Після закінчення Оклендської технічної середньої школи 1955 року вона отримала Національну схоластичну премію Каліфорнійського коледжу мистецтв і ремесел (CCAC) спочатку за спеціальністю реклами, а потім у живописі. Вона навчалася у школі разом з іншим художником-абстрактним експресіоністом Джорджем Міясакі та скульптором Мануелем Нері. Під час перебування там у неї викладали Натан Олівейра (1928—2010), Річард Дібенкорн (1922—1993) і Сабуро Хасегава (1906—1957), які особливо вплинули на Бінг. Художник японського походження Хасегава познайомив Бінг з дзен-буддизмом, китайськими філософами, включаючи Лао-цзи і Бо Цзюй-і, і традиційною каліграфією. Зустріч з Хасегавою також спонукала її подумати про свою ідентичність як азійської жінки.
1958 року, після одного семестру в CCAC, Бінг перевелася в Каліфорнійську школу образотворчих мистецтв (тепер відому як Інститут мистецтв Сан-Франциско). Там вона навчалася в Елмера Бішоффа та Френка Лобделла і врешті-решт здобула ступінь бакалавра медицини з відзнакою 1959 року, а потім — МЗС 1961 року. Щоб підтримувати себе як студентку, Бінг також утримувала студію в Норт-Біч над Старою фабрикою спагеті, популярним місцем для артистів.
Наприкінці 1950-х і початку 1960-х років мистецька сцена району затоки стала жвавою, і Бінг була близька багатьом із цих художників. Її ширше коло друзів, багато з яких були видатними художниками-абстракціоністами району затоки, включали Джоан Браун, Воллі Хедріка, Джея ДеФео, Брюса Коннера та Фреда Мартіна.

## Початок кар'єри
Після навчання в коледжі Бінг стала учасницею мистецької сцени району затоки Сан-Франциско.
1960 року, супроводжуючи Джоан Браун до Нью-Йорка на персональній виставці останньої в галереї Staempfli, вона зустріла Марселя Дюшана, що стало для неї надзвичайним досвідом.
1961 року Batman Gallery в Сан-Франциско, альтернативний простір Beat з усіма чорними стінами, розташований за адресою 2222 Fillmore (названий поетом Майклом МакКлюром і художником Брюсом Коннером), влаштувала її персональну виставку Paintings & Drawings by Bernice Bing, яка отримала похвалу від критики, як-от Альфред Франкенштейн із San Francisco Chronicle. Вона також показала масштабні роботи, в тому числі свою картину «Фрейліни» (1960) за мотивами барокової придворної сцени Дієго Веласкеса, також під назвою «Фрейліни» (1656).
Джеймс Монте критикував її вистави в Artforum у 1963 і 1964 роках. Вона переїхала до Mayacamas Vineyards, Napa Valley 1963 року на трирічний період, але повернулася до Берклі для своєї виставки для двох осіб у Berkeley Gallery.
1967 року вона взяла участь у першій інтернатній програмі Esalen Institute, New Age Psychology and Philosophy у Біг-Сурі, де продовжила свій інтерес до символіки К. Г. Юнга, познайомилася з Джозефом Кемпбеллом та Аланом Уоттсом і прочитала книгу Фрітьофа Капра 1975 року «Дао фізики». У 1984—85 роках Бін подорожувала Кореєю, Японією та Китаєм, вивчаючи традиційний китайський пейзажний живопис тушшю в Академії мистецтв Чжецзян, Хаунчжоу.
Окрім мистецтва, Бінг також була активісткою та адміністраторкою мистецтв. Вона брала участь у багатьох програмах та організаціях, як-от Національний фонд розвитку мистецтва (1968), Програма мистецтв сусідства (1969—1971) та фестиваль мистецтв Сан-Франциско в Громадському центрі Сан-Франциско (початок 1970-х). 1977 року Бінг створила художню майстерню разом із бандою китайського кварталу Baby Wah Chings після різанини Золотого Дракона в Сан-Франциско.
Бінг також була першою виконавчою директоркою Культурного центру South of Market (нині відомого як SOMArts) у 1980—1984 роках, розширюючи програмування під час свого перебування там. Її діяльність у громаді відзначена нагородами у 1983 та 1984 роках.

## Подорож до Китаю
Бінг відвідувала Китай з 1984 по 1985 рік. Там вона читала студентам мистецтва лекції з абстрактного експресіонізму. Бінг провела шість тижнів, вивчаючи китайську каліграфію з Ван Донг Ліном і китайський пейзажний живопис у професора Янга в Академії мистецтв Чжецзян в Хаунчжоу, Китай. На неї глибоко вплинув досвід, вражений «широкістю країни», а також архітектурою, зокрема Імператорськими дворами та Літнім палацом.

## Пізніша кар'єра
Після повернення з подорожей Бінг переїхала з Сан-Франциско до Філо, селища в окрузі Мендосіно, Каліфорнія. Спочатку вона працювала офіціанткою та кухаркою, щоб утримувати себе. 1989 року кар'єра Бінг пожвавилась після зустрічі з Мойрою Рот, професоркою історії мистецтв у коледжі Міллз, яка запропонувала Бінг приєднатися до Асоціації азійських жінок-художників (AAWAA). Участь Бінг в AAWAA допомогла їй включити свій інтерес до ідентичності у своє мистецтво.
1996 року Бінг була відібрана Національним жіночим збором для здобуття нагороди від імені мистецтва візуального мистецтва в партнерстві з груповою виставкою в Музеї Роуз, Університет Брандейса, штат Массачусетс.
Вона померла в Філо 18 серпня 1998 року від раку.

## Мистецтво і вплив
У своєму художньому мосту між Сходом і Заходом Бінг процитувала раннє відкриття екзистенційної філософії, що призвело до її прагнення до абстракції в поєднанні з широким спектром художніх, літературних, кіно та музичних впливів, характерних для післявоєнних п'ятдесятих: від Віллема де Кунінга, Франц Клайн і Роберт Мазервелл, Альбер Камю і Сімона де Бовуар, Інгмар Бергман і Федеріко Фелліні. Як і багато післявоєнних абстракціоністів, вона визнала популярність дзен-буддизму і пішла за автором Дайсецу Тейтаро Судзукі, західним авторитетом дзен. В останні роки життя вона присвятила свою практику буддизму Нічірен, гілки буддизму, заснованого на вченні японського ченця 13-го століття Нічірен (1222—1282).
Її робота «Mayacamas, № 6, 12 березня 1963» (1963) зберігається в Музеї образотворчого мистецтва Сан-Франциско. Її надихнули гори Маякамас у Північній Каліфорнії. Художній музей Крокера в Сакраменто, Каліфорнія, має обіцяний подарунок від Бінг, велику олію на полотні під назвою «Сім'я Веласкеса» (1961).
2013 року документальний фільм «Світи Берніс Бінг» був спільно спродюсований Азіатсько-американської асоціації жінок-художників та проєкту «Квір Жінки кольорових медіа-арт»  [Архівовано 21 травня 2022 у Wayback Machine.] ; Продюсерка і режисер Мадлен Лім; копродюсерками є Дженніфер Банта Йошіда та Т. Кебо Дрю.